# Live Live Live Tokyo Dome 1993-1996
A Live Live Live Tokyo Dome 1993-1996  az X Japan japán heavymetal-együttes koncertalbuma, mely 1997. október 15-én jelent meg a Polydor kiadásában. A felvételek 1993 és 1996 készültek a Tokyo Dome-ban adott év végi koncerteken. A lemez 3. helyezett volt az Oricon slágerlistáján.

## Számlista
1. lemez
1. Prologue (1993. 12. 31)
2. Blue Blood (1993. 12. 31)
3. Sadistic Desire (1993. 12. 31)
4. Week End (1995. 12. 31)
5. Rose of Pain  Acoustic (1994. 12. 31)
6. Tears  Acoustic (1995. 12. 30)
7. Standing Sex (1993. 12. 31)
8. Count Down ~ X (1993. 12. 31)
9. Endless Rain (1993. 12. 31)

2. lemez
1. Amethyst (1996. 12. 31)
2. Rusty Nail (1996. 12. 31)
3. Dahlia (1996. 12. 31)
4. Crucify My Love (1996. 12. 31)
5. Scars (1996. 12. 31)
6. White Poem I  (199612. 31)
7. Drain (1996. 12. 31)
8. Say Anything  Acoustic (1995. 12. 31)
9. Tears (1993. 12. 31)
10. Forever Love (1996. 12. 31)